# Kiều-trần-như
A-nhã Kiều-trần-như (tiếng Phạn: Ajñāta Kauṇḍinya, tiếng Pali: Añña Koṇḍañña, chữ Hán: 阿若·憍陳如) là vị đệ tử xuất gia và chứng quả A-la-hán đầu tiên của đức Phật, là thành viên đầu tiên của Tăng đoàn, có hạnh cao nhất. Ông cùng các anh em của mình gọi là năm anh em Kiều Trần Như là những người được đức Phật thuyết pháp đầu tiên trong sự kiện Chuyển pháp luân của Phật giáo.

## Thân thế Bà-la-môn
Căn cứ vào các kinh điển Phật giáo, Kiều-trần-như được xác định sống vào khoảng thế kỷ thứ 6 TrCN ở khu vực tương ứng với Uttar Pradesh và Bihar, Ấn Độ ngày nay. Ông xuất thân thuộc đẳng cấp Bà-la-môn. Một số tài liệu chép rằng, Kiều-trần-như vốn là anh ruột của thân mẫu tôn giả Phú-lâu-na, một trong mười vị đệ tử lớn của đức Phật.
Vào thời điểm vương tử Tất-đạt-đa Cồ-đàm đản sinh, ông hãy còn là một đạo sĩ Bà-la-môn trẻ tuổi nhưng cực kỳ thông tuệ, sống ở thành Ca-tỳ-la-vệ. Khi đó, vua Tịnh Phạn đã cho mời nhiều sa-môn học rộng tài cao, trong đó có cả Kiều-trần-như, vào triều dự lễ đặt tên cho thái tử. Tất cả các đạo sĩ Bà-la-môn sau khi quan sát tướng mạo đặc biệt của thái tử, đều cho rằng sau này thái tử hoặc sẽ trở thành một vị Chuyển luân vương (Cakravarti-raja). Chỉ riêng Kiều-trần-như quả quyết rằng, thái tử sẽ hoàn toàn thoát tục và trở thành một bậc giác ngộ (bodhi) vĩ đại. Tương truyền, cái tên Tất-đạt-đa của thái tử là do Kiều-trần-như và 4 đạo sĩ Bà-la-môn khác là Bạt-đề (Bhardrika - Bhaddiya), Bà-sư-ba (Vaspa - Vappa), Ma-ha-nam (Mahanama) và A-thuyết-thị (Asvajit - Assaji) đặt. Vì thế, do cơ duyên này, về sau, khi nghe tin vị tu sĩ trẻ Tất-đạt-đa, cũng chính là vị thái tử năm xưa, đang tu khổ hạnh rừng Khổ Hạnh (Tapovana), Kiều-trần-như cùng 4 đạo sĩ trên đã tìm đến để cùng tu tập.
Khi đức Cồ Đàm (Gautama - Gotama - tức thái tử Tất Đạt Đa) tìm đến đạo tràng của đạo sư Uất Đầu Lam Phất (Udraka Ramaputra - Uddaka Ramaputta), ở vùng phụ cận phía Nam kinh thành Vương Xá,  của vương quốc Ma Kiệt Đà để xin học đạo, Ngài đã gặp sa môn Kiều Trần Như nơi đây. Hai vị sa môn dần dần kính mến nhau về thông minh tài trí và đức hạnh thanh cao, mà trở thành tri kỉ của nhau. Không những sa môn Kiều Trần Như đã coi sa môn Cồ Đàm là một người bạn tri kỉ, mà còn hơn nữa, là một bậc thầy.

### Rời bỏ thái tử
Tất-đạt-đa quyết tâm tìm cách diệt khổ và tìm mọi đạo sư với các giáo pháp khác nhau. Theo truyền thống Ấn Độ bấy giờ chỉ có con đường khổ hạnh mới đưa đến đạt đạo. Sau một thời gian dài tu khổ hạnh một cách triệt để, cả sáu người đều kiệt sức, mà trí tuệ vẫn không phát triển thêm, trái lại còn mòn mỏi đi. Một hôm Cồ Đàm ngất xỉu giữa chừng, và gặp 1 cô gái, thấy Cồ Đàm, đang nằm giữa đường, đành đem chén sữa lại cho uống, và cô gái đó nói rằng: nếu như ngài cứ tiếp tục ép xác như vậy thì sẽ không làm được đâu, vì cả 1 thần linh còn phải ăn để sống, lúc đó ngài bèn suy nghĩ lại. Hưởng thụ dục lạc là một cực đoan, mà hành hạ thể xác cũng là một cực đoan; cả hai đều sai lầm, đều không giúp ích được gì cho sự phát triển trí tuệ. Ngài bèn quyết định từ bỏ phép tu khổ hạnh triệt để như bấy lâu nay, trở lại ăn uống bình thường để phục hồi sức khỏe, và bắt đầu theo đuổi con đường thiền tập - mà Ngài xét thấy, đó mới là con đường chính đáng nhất đưa đến đạo quả giác ngộ.
Sa môn Kiều Trần Như thấy đức Cồ Đàm ăn uống bình thường trở lại, bỏ việc tu khổ hạnh và chỉ chuyên tu thiền định nên thất vọng bỏ đi cùng với 4 người bạn đạo sĩ thân thiết của mình. Họ đi sang vườn Nai (Lộc Uyển, Mrgadava - Migadava), gần thành Ba La Nại (Varanasi - Baranasi), nước Ca Thi (Kasi) (thuộc Ấn Độ ngày nay), để cùng tu học với nhau.

## Gặp lại đức Phật và chứng đắc A la hán

Phật thuyết pháp cho 5 đệ tử đầu tiên.

Nửa năm sau, bỗng một hôm Sa môn Kiều Trần Như và 4 anh em còn lại trông thấy đức Cồ Đàm (lúc này đã đạt đạo) tìm đến với họ tại vườn Nai. Khi thấy bóng dáng Ngài còn đang thấp thoáng ở ngoài xa, họ đã bảo nhau là sẽ không ra đón tiếp, nhưng khi Phật đến nơi thì tất cả bọn họ đều vui mừng nghênh đón.
Đức Phật lần lượt giảng cho năm anh em tôn giả Kiều Trần Như ba bài kinh pháp đầu tiên:
- Bài kinh đầu tiên mà đức Phật đã giảng cho họ là bài kinh về con đường tu tập Trung đạo (trung - nghĩa là ở giữa - tức là con đường tu tập tránh những cực đoan, khổ hạnh tuyệt đối trong cách tu học những cũng tránh buông thả theo dục lạc thế gian). Vì trước đây năm anh em tôn giả Kiều Trần Như đã chấp vào việc tu tập khổ hạnh.
- Bài kinh thứ hai mà đức Thế Tôn giảng cho họ là bài kinh Tứ diệu đế. Bấy giờ, cả năm vị sa môn nhóm Kiều Trần Như đều tôn đức Cồ Đàm làm Thầy, gọi Ngài là Phật, và gọi giáo pháp do Ngài chỉ dạy là Đạo Phật. Họ từ bỏ lối tu khổ hạnh cũ, cùng tinh cần tu tập theo sự hướng dẫn của Phật. Sau khi nghe đức Phật giảng bài kinh Tứ diệu đế, tôn giả Kiều Trần Như chứng đắc quả vị Tu Đà Hoàn đầu tiên, rồi lần lượt bốn vị còn lại cũng chứng đắc quả vị Thánh này.
- Bài kinh thứ ba mà đức Phật giảng là bài kinh Vô Ngã Tướng (trạng thái vô ngã). Chỉ trong một thời gian ngắn sau đó, nhờ quyết tâm và tinh chuyên tu học, cả năm vị, đầu tiên là tôn giả Kiều Trần Như, rồi tiếp đến là bốn vị kia, lần lượt đều chứng thánh quả A la hán.